# John Mikaelsson

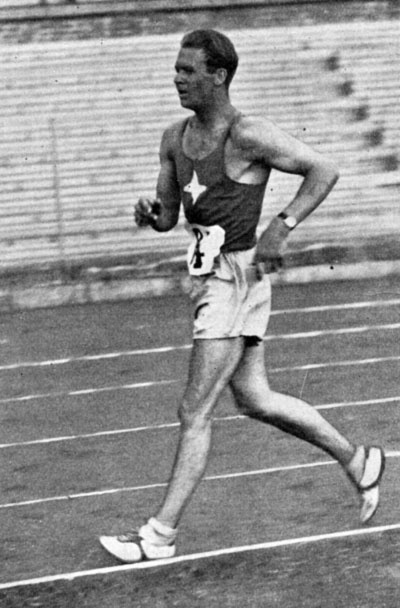
John Mikaelsson

John Fredrik Mikaelsson (* 6. Dezember 1913 in Kristinehamn; † 16. Juni 1987 in Placer County, Kalifornien) war ein schwedischer Geher und Olympiasieger.
Nach dem Zweiten Weltkrieg war Schweden zumindest in Europa die stärkste Leichtathletiknation. Während in den meisten anderen Staaten die Sportstätten erst wieder aufgebaut werden mussten und die Ernährungslage in vielen Ländern als Kriegsfolge kritisch war, war in Schweden der Sportbetrieb während des Weltkriegs weitergegangen, und die Sportler hatten ihr Training nicht unterbrechen müssen.
Und so führte Schweden den Medaillenspiegel bei den Europameisterschaften 1946 mit elf Goldmedaillen klar an. Auch die schwedischen Geher waren zu dieser Zeit Weltspitze. Im 50-km-Gehen gewann John Ljunggren, im 10.000-Meter-Bahngehen gewann Mikaelsson.
Bei den Olympischen Spielen 1948 waren die schwedischen Leichtathleten wegen der Teilnahme der außereuropäischen Nationen – vor allem der USA – nicht so erfolgreich wie 1946, aber Ljunggren und Mikaelsson wurden auf ihren Strecken jeweils Olympiasieger.
Bei den Europameisterschaften 1950 gewann Mikaelsson die Bronzemedaille hinter dem Schweizer Fritz Schwab und Émile Maggi aus Frankreich. Bei den Olympischen Spielen 1952 wurde Mikaelsson in der Qualifikation von Bruno Junk aus der Sowjetunion mit olympischem Rekord geschlagen, der damit zum Favoriten für das Finale aufstieg. Im Finale holte sich Mikaelsson den olympischen Rekord zurück und gewann in 45:02,8 min vor Schwab und Junk.
John Mikaelsson stellte von 1936 bis 1945 sechzehn Weltrekorde im Bahngehen auf den kurzen Strecken auf.

## Bestleistungen
- 3000 Meter Bahngehen: 12:19,0 min (1942)
- 5000 Meter Bahngehen: 20:55,8 min (1942)
- 10.000 Meter Bahngehen: 42:52,4 min (1945)
- 20 km Straßengehen: 1:31:44 h (1945)